# PCD
PCD é o álbum de estreia do girl group americano The Pussycat Dolls, lançado em 12 de setembro de 2005 pela A&M Records. Em 1995, as Pussycat Dolls foram criadas como trupe burlesca pela coreógrafa Robin Antin. Depois de atrair a atenção da mídia, Antin negociou um contrato com a gravadora Interscope Records para transformar a então trupe em um conjunto musical, com Jimmy Iovine designando o projeto para Ron Fair. Como um dos produtores executivos, Fair produziu a maior parte do material e colaborou com produtores como Kwamé, Polow da Don e Rich Harrison. Musicalmente o álbum incorpora canções pop e R&B. Liricamente o projeto apresenta letras com insinuações sexuais e explora os temas feminismo e relacionamentos amorosos. Possui participações vocais dos rappers Busta Rhymes, Timbaland e will.i.am.
O PCD recebeu críticas positivas de críticos de música contemporânea que elogiaram as músicas dançantes do álbum, mas criticaram as baladas e covers do álbum, apesar de serem ambivalentes em relação à imagem do grupo. O disco estreou no número cinco na Billboard 200 dos EUA e vendeu quase três milhões de cópias. Posteriormente, a PCD foi certificada com platina dupla pela Recording Industry Association of America (RIAA), depois de vender dois milhões de unidades. O álbum traçou fortemente em paradas recordes em territórios internacionais, alcançando o top 10 na Austrália, Alemanha e Reino Unido, e alcançou a posição de pico na Nova Zelândia. O PCD vendeu mais de nove milhões de cópias em todo o mundo e é o álbum mais vendido do grupo.
Seis singles foram extraídos do PCD. "Don't Cha" foi lançado como o primeiro single em abril de 2005, e chegou ao número dois na Billboard Hot 100 e continua sendo o single de maior sucesso até hoje, tornando - se um dos singles mais vendidos de todos os tempos. Os singles de acompanhamento "Stickwitu", "Beep" e "Buttons" também tiveram bom desempenho nas paradas internacionais, com todos os quatro chegando ao topo do New Zealand Singles Chart. Outros singles incluem "I Don't Need a Man" e "Wait a Minute", que ganhram um sucesso notável em vários países.

## Antecedentes e desenvolvimento
As Pussycat Dolls foram criadas pela coreógrafa Robin Antin e sua colega de quarto Christina Applegate em 1993, depois de convidar vários dançarinos para explorar a ideia de Antin do clássico estilo burlesco de Las Vegas e dar um toque mais contemporâneo. Em 1995, o grupo começou a apresentar-se toda quinta-feira no clube de Johnny Depp em Los Angeles, o Viper Room. Em 2002, Gwen Stefani foi convidada para cantar e se apresentar com as Dolls e trouxe o presidente da Interscope Geffen A&M, Jimmy Iovine, e o então presidente da A&M Records; ambos tiveram interesse em transformar a então trupe em um conjunto musical. Em 2003, Antin iniciou um empreendimento conjunto com a Interscope Records para transformar as Pussycat Dolls em um conjunto musical, com a Iovine designando o projeto para Ron Fair. Fair afirmou que queria criar um álbum que "envolvesse música e imagens". Ele explicou que "haverá algumas mudanças tecnológicas, bem como mudanças criativas na forma como o fazemos." As audições atraíram cerca de 500 garotas aspirantes a cantoras, dos quais duas cantoras -Nicole Scherzinger e Melody Thornton- foram selecionadas, juntando-se a Carmit Bachar, Ashley Roberts, Jessica Sutta e Kimberly Wyatt para formar um novo grupo musical. Fair afirmou que, embora "houvesse algumas vozes adequadas no grupo original", Scherzinger e Thornton eram necessárias "para atrair a habilidade". Em 2004, elas gravaram "We Went As We Did Like Going" para a trilha sonora de Shark Tale e gravou o single, "Sway", que é destaque na trilha sonora de Shall We Dance?.
Por sugestão de Doug Morris- então presidente do Universal Music Group, "Don't Cha", que foi originalmente gravado pela cantora americana Tori Alamaze e se tornou um pequeno sucesso na parada de Hot R&B/Hip-Hop Songs da Billboard, foi dado em seguida para as Pussycat Dolls pela gravadora que estava com a intenção de lançar um girl group. Enquanto "Don't Cha" tornou-se um sucesso internacional em todo o mundo, um álbum ainda não havia sido gravado. Fair afirmou, "nós nos esforçamos, entramos em formação" e trabalhamos no álbum em 30 dias no The Record Plant em Hollywood, Califórnia. De acordo com Scherzinger, elas reservaram um tempo para dedicar-se ao disco, para que ele viesse da melhor forma possível. Ela explicou ainda que elas eram muito seletivas com suas músicas e produtores. Como um dos produtores executivos, Fair recrutou uma vasta gama de compositores e produtores para PCD, incluindo CeeLo Green, Rich Harrison, Timbaland e will.i.am. Enquanto procurava músicas para o álbum, um A&R da Interscope Records e amig de Siobhan Fahey, que foi membro fundadora do grupo feminino Bananarama, tocou para Iovine a canção "Bitter Pill". Depois que Fahey mandou a lista de faixas para a gravadora, a faixa foi renomeada de "Hot Stuff (I Want You Back)", pois as integrantes adicionaram "Hot Stuff" de Donna Summer no refrão. Embora Fahey não gostasse da versão do grupo, financeiramente ele ficou encantado em estar ajudando o grupo em suas gravações.

## Composição
PCD é basicamente um álbum de música pop e R&B. Algumas das músicas são de outros gêneros, como pós-disco. A faixa de abertura do álbum "Don't Cha", com Busta Rhymes, foi escrita pelo compositor e músico americano CeeLo Green. O grupo se aproxima e insulta um homem infeliz, em uma parte da letra da canção: "Não gostaria que sua namorada fosse maluca como eu? / Você não gostaria que sua namorada fosse errada como eu?". A música é baseada no refrão de "Swass" interpretado por Sir Mix-a-Lot. "Beep" apresenta will.i.am do The Black Eyed Peas e é baseado em uma amostra orquestral da "Evil Woman" da Electric Light Orchestra. A terceira faixa, apresenta o último convidado do álbum, Timbaland. Liricamente a música discute sobre "desejos lascivos" e sugere sexo oral. "Stickwitu" é a balada de soul, que celebra um relacionamento duradouro. A voz de Scherzinger chega ao final da canção atingindo um alto-into-soprano. Em "Buttons" o grupo canta sobre o desejo de serem despidas. Sintetizadores do Oriente Médio "I Don't Need a Man", descrito como "hino pós-disco" e apresenta as Dolls empoderadas, cantando sobre o empoderamento feminino.
A faixa oito, "How Many Times, How Many Lies", é um R&B downtempo, que mostra Scherzinger se lamentando. "Bite the Dust" usa  "instrumento de cordas" e foi comparado com os trabalhos do Destiny's Child. As três músicas restantes são covers. A instrumentação de "Right Now" consiste de trompetes e congas. A música seguinte é uma mistura entre "Tainted Love" e "Where Did Our Love Go", da mesma forma que a dupla britânica Soft Cell fez em 1981. A canção ficou conhecida por utilizar os "elementos do synth pop". A décima segunda e última faixa, um cover de "Feeling Good", de Nina Simone, foi descrita pelos críticos como uma versão "faux jazz" da original.

## Recepção da crítica
| Críticas profissionais | Críticas profissionais |
| Avaliações da crítica  | Avaliações da crítica  |
| Fonte                  | Avaliação              |
| ---------------------- | ---------------------- |
| AllMusic               | [ 1 ]                  |
| Robert Christgau       | [ 23 ]                 |
| Entertainment Weekly   | desfavorável           |
| IGN                    | [ 22 ]                 |
| Jam!                   | [ 25 ]                 |
| Slant Magazine         | [ 16 ]                 |
| USA Today              | [ 26 ]                 |

Escrevendo para a AllMusic, Stephen Thomas Erlewine fez uma resenha favorável, opinando que a melhor coisa do álbum são os produtores e compositores que estão dispostos a jogar com a "imagem hiper-sexual" do grupo, criando um som elegante e sexy ideal para boates e casas de strip." No entanto, ele passou a criticar a balada do álbum. Sal Cinquemani, da revista Slant, achava que, se "as Pussycat Dolls realmente querem deixar sua marca na caixa de areia gigante que é a música popular hoje em dia, elas precisam ser mais burlescas em 'Right Now' e menos de Diane Warren." Em seu guia do consumidor para o MSN Music, Robert Christgau deu ao álbum uma "menção honrosa de uma estrela", comentando que o grupo é "mais sexy do que seus sexpots pré-fabricados comuns". Elysa Gardner do USA Today escreveu que, apesar de sua superficialidade e "letras insípidas", reconheceu que "a vocalista Nicole Scherzinger é melhor do que seus colegas que têm vozes flexíveis".
Em uma análise mais negativa, Raymond Fiore, da Entertainment Weekly, comentou que "nem mesmo o cabaré urbano de esquadrão de pesos pesados da produção de primeira linha pode despertar nosso interesse nesses 45 minutos". Darryl Sterdan, ao rever o álbum para Jam !, descreveu as faixas como "embaraçosas" e as baladas como "cozidos demais". Um revisor de The Ledger escreveu que o álbum é "essencialmente um lançamento solo" de Scherzinger, enquanto nota que canções como "Right Now", "deixa claro que ela realmente precisa se manter em torno daquelas que dançam, cantam/que não cantam."
O PCD ganhou o prêmio de Melhor Álbum - Internacional no TMF Awards de 2006, onde o grupo também foi indicado para Melhor Pop - Internacional.

## Desempenho comercial
PCD estreou no número cinco na Billboard 200 dos EUA, depois de ter vendido 99.000 cópias durante a primeira semana. Em sua 45ª semana, enquanto permanecia entre os 50 primeiro da Billboard 200, o álbum se recuperou de volta para o top 10 com 3% de aumento de vendas depois de ter vendido 43.000 cópias. O PCD vendeu 2,9 milhões de cópias até setembro de 2008 e em janeiro de 2011 o disco foi certificado com platina dupla pela Recording Industry Association of America dos Estados Unidos (RIAA) pelas vendas de 2,000,000 de cópias.
No Reino Unido, a PCD estreou em oitavo lugar no UK Albums Chart, com vendas na primeira semana de 23.900, registrando a segunda maior entrada. O lançamento do quarto single do álbum "Buttons" ajudou o álbum a aumentar as vendas por seis semanas consecutivas, estabelecendo um novo pico de número sete. Até 5 de maio de 2009, PCD já havia vendido 1.246.769 cópias no Reino Unido e foi certificada de platina quádruplo pela British Phonographic Industry (BPI), em julho de 2013. Na Austrália, o álbum estreou no número 16 no ARIA Top 100, em 3 de outubro de 2005. Na edição de 31 de julho de 2006, o álbum alcançou um novo pico no número oito depois de subir oito lugares. Na Nova Zelândia, PCD estreou no número vinte e três em 19 de setembro. Após o lançamento de três singles consecutivos número um -"Don't Cha", "Stickwitu", "Beep"- o álbum alcançou o primeiro lugar para duas semanas não consecutivas, fazendo das Pussycat Dolls o primeiro grupo feminino em mais de seis anos a atingir o topo da lista de álbuns desde Bardot, com seu primeiro álbum auto-intitulado.

## Singles
"Don't Cha" foi lançado como o primeiro single do PCD em 19 de abril de 2005. A música foi recebida com críticas positivas que elogiaram a alta dose de energia e o refrão da música. nos Billboard Hot 100 dos EUA, tornando-se o single de maior pico do país. A música também teve sucesso em outros mercados internacionais, alcançando o número um na Austrália, Bélgica (Flandres), Alemanha, Irlanda, Noruega, Suíça e Reino Unido. O videoclipe que o acompanha foi lançado dirigido por Paul Hunter e mostra o grupo em várias atividades, incluindo corridas de arrancada em jipes e pular em um trampolim. "Stickwitu" foi tocado nas estações de rádios contemporâneas em 26 de setembro como o segundo single Os críticos elogiou a produção da canção, mas criticou a colocação no álbum. A faixa atingiu o número cinco na Billboard Hot 100, e alcançou sucesso internacionalmente, atingindo o número um na Nova Zelândia e o Reino Unido. Um videoclipe de acompanhamento foi lançado em 13 de outubro, e retrata o dia a dia do grupo. Um remix com Avant, foi lançado em 20 de dezembro. O terceiro single do álbum, "Beep", com will.i.am, foi enviado para estações de rádio e rítmica contemporâneas em 6 de fevereiro de 2006. Atingiu o número treze na Billboard Hot 100. Além disso, alcançou o top 10 das paradas internacionais e alcançou o número um na Bélgica (Flandres) e na Nova Zelândia.
Para o lançamento do quarto single "Buttons", a gravadora convocou o rapper Snoop Dogg, para apresentar novos versos no remix da canção. Foi lançado em 11 de abril. A canção se tornou um enorme sucesso comercial, chegando ao número três na Billboard Hot 100 e se tornou o quarto consecutivo número um do grupo na New Zealand Singles Chart. De acordo com a Nielsen Soundscan, até janeiro de 2010, a música já havia vendido mais de 2 milhões de downloads digitais, fazendo das Pussycat Dolls o primeiro grupo exclusivamente feminino da história digital a ter três singles - junto com "Don't Cha" e "When I Grow Up" - ultrapassou a marca de dois milhões em vendas digitais. "I Don't Need a Man" foi lançado como o quinto single em 25 de setembro de 2006 no Reino Unido. No UK Singles Chart, a música chegou ao número 7, dando ao grupo seu quinto single consecutivo entre os dez primeiros; em outros lugares, alcançou o top dez na Austrália, na Irlanda e na Nova Zelândia. "Wait a Minute" foi lançado como último single; foi adicionado as estações de rádios contemporâneas no dia 16 de outubro de 2006. O single foi moderadamente bem sucedido no Hot 100, chegando ao número 28. Em outros lugares também foi bem sucedido, chegando ao top-vinte da Austrália, Bélgica (Flandres), e nos Países Baixos.

## Promoção
As Pussycat Dolls foram as últimas apresentações do festival de música Wango Tango da KIIS-FM, que aconteceu em Los Angeles, em 14 de maio de 2005. Antes da apresentação, Scherzinger disse: "Estamos muito empolgadas [em tocar esta noite]. aguardem. Vai ser incrível." Enquanto fechavam o set com "Don't Cha", Brandee J. Tecson, da MTV, comentou: "Como muitos dos artistas do dia, as Dolls eram novatos no palco de Wango, mas terminaram a noite como veteranos". Em 14 de agosto de 2005, as Pussycat Dolls performaram "Don't Cha" no Teen Choice Awards de 2005. Em 7 de novembro de 2005, elas chegaram à Austrália para uma viagem promocional. Começou por reunir-se com os quatro finalistas do Australian Idol e foi seguido por entrevistas de rádio, televisão e entrevistas. Em dezembro de 2005, o grupo se apresentou para a anual Jingle Ball da KIIS-FM. O set list incluía "Don't Cha", "Stickwitu" e "Wait a Minute".
Em 27 de janeiro de 2006, as Pussycat Dolls cantaram "Sway" e "Don't Cha" no Dancing with the Stars durante a apresentação dos resultados. Em 23 de março, elas começaram a turnê de 34-datas com The Black Eyed Peas 'como artistas de abertura principal, durante a Honda Civic Tour até maio. Em 30 de junho, o grupo realizou "Don't Cha", "Buttons" e "Stickwitu" no Good Morning America, como parte de sua série de concertos de verão. Em 8 de setembro, eles tocaram "Buttons" no evento anual de arrecadação de fundos Fashion Rocks. Elas apresentaram-se ao lado do rapper Jibbs. Em 30 de setembro, o grupo realizou "Sway" no Wetten, dass..?, na Alemanha. Em 21 de novembro, elas performaram "Buttons" no American Music Awards de 2006. Em dezembro de 2006, o grupo foi selecionado pela National Basketball Association (NBA) e American Broadcasting Company (ABC) para usar uma adaptação de "Right Now" como o número de abertura para a cobertura da ABC da NBA. A música foi usada desde o Natal até o final da temporada e foi exibida entrando e saindo de intervalos comerciais durante as transmissões televisivas. Para promover ainda mais o álbum, as Pussycat Dolls fizeram uma turnê junto com Danity Kane na turnê Back to Basics (2007) de Christina Aguilera na América do Norte de fevereiro a maio. Em 7 de julho, as Pussycat Dolls, juntamente com outros artistas, se apresentaram no Live Earth Concerts, que foi realizado para aumentar a conscientização sobre o aquecimento global. Elas performaram "Don't Cha", "Stickwitu" e "Buttons".

## Faixas
| PCD – Edição Padrão |                                             | |                                                        |         |  |
| N.º                 | Título                                      | Compositor(es)                                                                                          | Produtor(es)                                           | Duração |  |
| 1.                  | "Don't Cha" (participação de Busta Rhymes)  | Anthony Ray Thomas Callaway Trevor Smith                                                                | CeeLo Green                                            | 4:32    |  |
| 2.                  | "Beep" (participação de will.i.am)          | William Adams Kara DioGuardi Jeff Lynne                                                                 | will.i.am Ron Fair [c]                                 | 3:49    |  |
| 3.                  | "Wait a Minute" (participação de Timbaland) | Timothy Mosley Keri Hilson                                                                              | Timbaland Hilson [b] Fair [c]                          | 3:42    |  |
| 4.                  | "Stickwitu"                                 | Franne Golde Kasia Livingston Robert Palmer                                                             | Fair Tal Herzberg [a]                                  | 3:27    |  |
| 5.                  | "Buttons"                                   | Sean Garrett Jamal Jones Jason Perry Nicole Scherzinger                                                 | Polow da Don Garrett Fair Herzberg [a] Young Smoke [a] | 3:45    |  |
| 6.                  | "I Don't Need a Man"                        | Rich Harrison Scherzinger DioGuardi                                                                     | Harrison Fair [c]                                      | 3:39    |  |
| 7.                  | "Hot Stuff (I Want You Back)"               | Pete Bellotte Harold Faltermeyer Keith Forsey Siobhan Fahey Clare Kenny Steven Gallifent Will Blanchard | Fahey The Droyds Gallifent Fair [b]                    | 3:47    |  |
| 8.                  | "How Many Times, How Many Lies"             | Diane Warren                                                                                            | Fair Herzberg [a]                                      | 3:56    |  |
| 9.                  | "Bite the Dust"                             | Hilson Kwamé Holland                                                                                    | Kwamé "K1MiL" Hilson [b] Fair [c]                      | 3:33    |  |
| 10.                 | "Right Now"                                 | Herbie Mann Carl Sigman                                                                                 | Fair Herzberg [a]                                      | 2:27    |  |
| 11.                 | "Tainted Love/Where Did Our Love Go"        | Leslie Bricusse Anthony Newley Lamont Dozier Eddie Holland                                              | Fair Big Tank [d] Herzberg [a]                         | 3:26    |  |
| 12.                 | "Feeling Good"                              | Bricusse Newley                                                                                         | Fair Herzberg [a]                                      | 4:19    |  |
| Duração total:      | Duração total:                              | Duração total:                                                                                          | Duração total:                                         | 44:22   |  |

| PCD – Edição revisada |                                        |                                             |                       |         |  |
| N.º                   | Título                                 | Compositor(es)                              | Produtor(es)          | Duração |  |
| 13.                   | "Sway"                                 | Norman Gimbel Pablo Beltrán Ruiz            | Fair Tal Herzberg [a] | 3:12    |  |
| 14.                   | "Flirt"                                | DioGuardi Greg Wells Scherzinger            | Wells DioGuardi       | 2:56    |  |
| 15.                   | "We Went as Far as We Felt Like Going" | Bob Crewe Kenny Nolan Harold Clayton Sigidi | Fair Tal Herzberg [a] | 3:50    |  |
| Duração total:        | Duração total:                         | Duração total:                              | Duração total:        | 54:20   |  |

Notas
- Acompanhar listagem e créditos do livreto do álbum.
- ↑a  significa um co-produtor
- ↑b  significa um produtor vocal
- ↑c  significa um produtor adicional
- ↑d  "Tainted Love" produtor de batidas

Amostras
- "Don't Cha" contem arranjos de "Swass" de Sir Mix-a-Lot.
- "Beep" contem arranjos de "Evil Woman" de Electric Light Orchestra.
- "Hot Stuff (I Want You Back)" samples "Hot Stuff" de Donna Summer.
- "We Went as Far as We Felt Like Going" é um cover "Far as We Felt Like Goin" de Labelle que também contém amostras de "Ghana's Asafo Beesoun" de C. K. Mann e "Take Your Time (Do It Right)" pela banda The S.O.S. Band.

## Créditos
Créditos adaptados das notas do encarte de PCD.